# Helen Hunt
Helen Elizabeth Hunt (født 15. juni 1963) er en amerikansk skuespiller, kendt bl.a. som Jamie Buchman i komedieserien Vild med dig, som blev hendes gennembrud.
I 1997 modtog hun en Oscar for bedste kvindelige hovedrolle for filmen Det bli'r ikke bedre, for hvilken hun også modtog en Golden Globe Award og en Screen Actors Guild Award.
Hun er mor til en datter, født i 2004.

## Tidlige liv
Hunt blev født i Culver City , Californien. Hendes mor, Jane Elizabeth (født Novis), arbejdede som fotograf, og hendes far, Gordon E. Hunt , er en filminstruktør og drama-coach.  Hendes onkel, Peter H. Hunt , også er instruktør. Hendes farmor var fra en tysk jødisk familie, og hendes morfar blev født i England.  Hendes mormor, Dorothy Fries (født Anderson), var en stemme coach.  Da hun var tre, flyttede Hunt-familien til New York City, hvor hendes far instruerede teater . Hunt studerede ballet, og gik på University of California at Los Angeles. 

## Karriere
Hunt begyndte at arbejde som et barneskuespiller i 1970'erne.  Hendes tidlige roller omfattede at hun spillede Murray Slaughter 's datter på The Mary Tyler Moore Show, og en regelmæssig rolle i tv-serien The Swiss Family Robinson.  Hun optrådte som en hash-rygende klassekammerat i en episode af The Facts of Life.

## Filmografi i udvalg

### Film
- Rollercoaster (1977)
- Trancers (1985)
- Girls Just Want to Have Fun (1985)
- Peggy Sue blev gift (1996)
- Miles From Home (1988)
- Only you (1992)
- Mr. Saturday Night (1992)
- Kiss of Death (1995)
- Twister (1996)
- As Good as It Gets (1997)
- What Women Want (2000)
- Giv det videre (2000)
- Cast Away (2000)

### Tv
- Vild med dig (1992-1998)

## Ekstern henvisning
- Wikimedia Commons har flere filer relateret til Helen Hunt

- Helen Hunt på Internet Movie Database (engelsk)
- Helen Hunt på Filmdatabasen
- Helen Hunt på Scope
- Helen Hunt på Svensk Filmdatabas (svensk)
- Helen Hunt på AlloCiné (fransk)
- Helen Hunt på AllMovie (engelsk)
- Helen Hunt på Turner Classic Movies (engelsk)
- Helen Hunt på Rotten Tomatoes (engelsk)
- Helen Hunt på The Movie Database (engelsk)
- Helen Hunt på Internet Broadway Database (engelsk)

| Forrige modtager: Frances McDormand | Oscar for bedste kvindelige hovedrolle (1997) | Næste modtager: Gwyneth Paltrow |